# Dan Wells (schrijver)

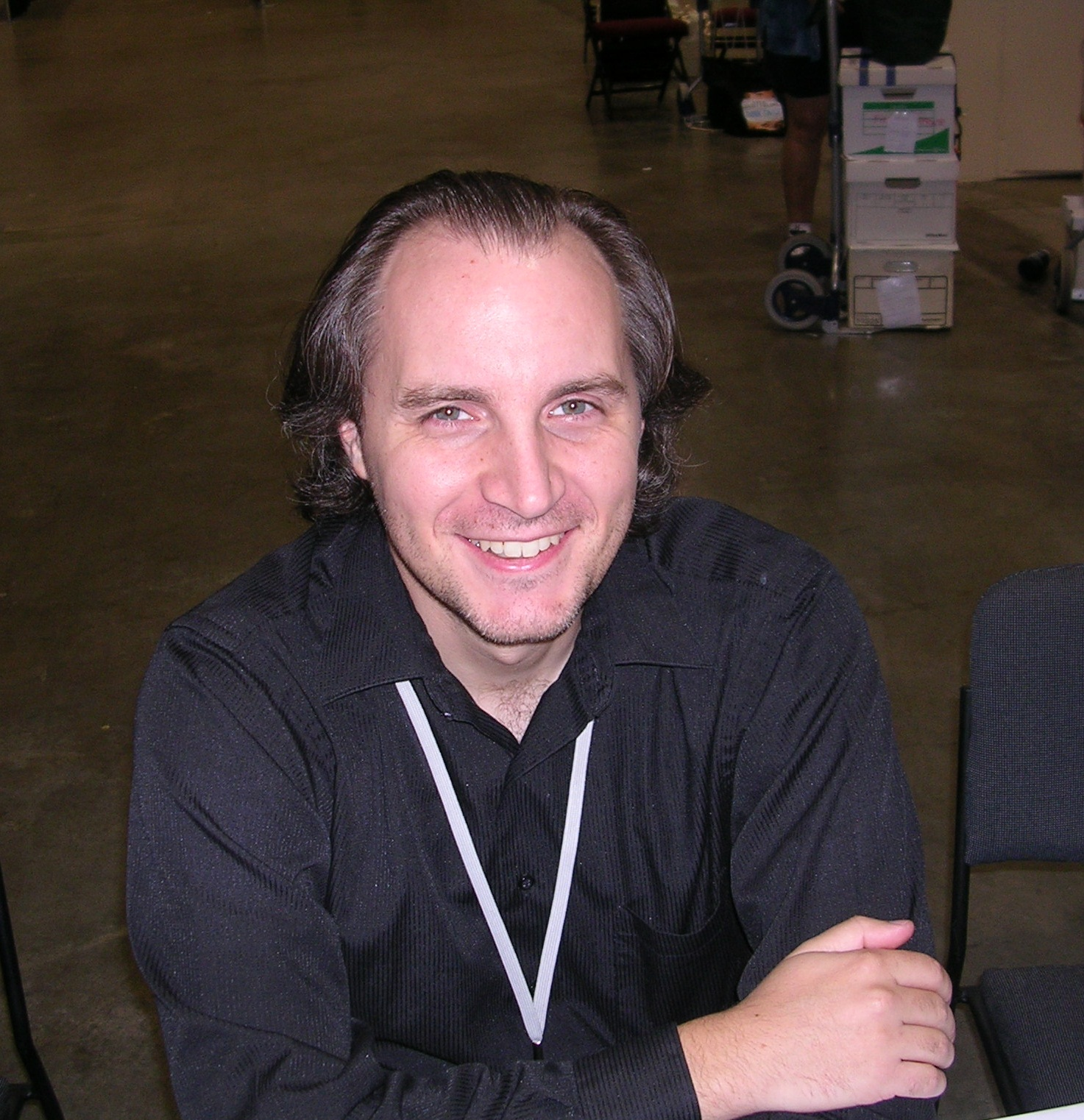
Dan Wells

Dan Wells (4 maart 1977) is een Amerikaans schrijver van horrorverhalen. Hij werd geboren in Utah.

## Biografie
Wells schreef zijn eerste boek, Choose Your Own Adventure, toen hij op de middelbare school zat. Daarna schreef hij nog verschillende novelles en een serie stripverhalen. Zijn eerste serieuze boek voltooide hij op zijn tweeëntwintigste. Wells studeerde af aan de Brigham Young University met een bachelor in Engels.

## Carrière
Wells is het meest bekend als de schrijver van I Am Not a Serial Killer, een horrorboek gepubliceerd in de Verenigde Staten door Tor Books. Het verscheen onder meer in het Verenigd Koninkrijk, Australië en Duitsland.
Wells is ook een van de drie auteurs (samen met Brandon Sanderson en Howard Tayler) die verantwoordelijk is voor de podcast Writing Excuses.

### John Cleaver Books
- 2009 - I Am Not a Serial Killer
- 2010 - Mr. Monster
- 2011 - I Don't Want To Kill You

### Overige
- 2012 - The Hollow City

### Kortverhalen
- 2000 - The Amazing Adventures of George (gepubliceerd in Leading Edge #40)

### Bewerkingen
- 2000 - How to Write Good (gepubliceerd in Leading Edge #40)